# Gare de Biarritz-Ville
Ne doit pas être confondu avec Gare de Biarritz.
La gare de Biarritz-Ville est une gare ferroviaire française fermée de la ligne de Biarritz-la-Négresse à Biarritz-Ville, située sur la commune de Biarritz dans le département des Pyrénées-Atlantiques en région Nouvelle-Aquitaine.
Mise en service en 1911 par la Compagnie des chemins de fer du Midi, elle est fermée au service ferroviaire en 1980.
L'ancien bâtiment voyageurs, dû à l'architecte Adolphe Dervaux, est transformé en un « centre d'art et de loisirs » inauguré en 1990. Devenu « Palais des Festivals » en 1992, il a depuis été renommé « Gare du Midi ».

## Situation ferroviaire
Établie à 38 mètres d'altitude, la gare terminus en impasse de Biarritz-Ville était située au point kilométrique (PK) 210,5 de la ligne de Biarritz-la-Négresse à Biarritz-Ville, après la gare de Biarritz-la-Négresse. 
Cette courte ligne est fermée et en partie désaffectée.

## Historique
Une loi du 8 juillet 1900 concède éventuellement, à la Compagnie des chemins de fer du Midi une « ligne de la gare de la Négresse à Biarritz-Ville ». Le 10 août 1900 l'étude de la ligne est confiée aux ingénieurs de l'État du service des chemins de fer d'intérêt général du département qui procèdent au lever de plan nécessaires pour fixer l'emplacement de la future gare terminus de Biarritz-Ville. Ils engagent alors des « pourparlers-officieux » avec la Compagnie pour trouver un accord sur ce point qui conditionne le tracé de l'embranchement. En août 1901 les négociations sont toujours en cours avec la Compagnie, les ingénieurs lui ayant proposé plusieurs emplacements possibles. Au début de l'année 1902, les ingénieurs de l'État déterminent deux choix possibles. Ils ont demandé à la Compagnie de les faire étudier par ses ingénieurs. Durant cette même année l'accord pour l'emplacement est trouvé ce qui permet une étude sur le terrain du tracé de l'embranchement et d'entamer la rédaction de l'avant-projet, qui est en cours au mois d'août.
Afin de mieux desservir le centre-ville de Biarritz, un embranchement de 3,5 kilomètres est ouvert le 28 février 1911 entre la gare de la Négresse (actuelle gare de Biarritz), située sur la ligne d'Espagne (ligne de Bordeaux-Saint-Jean à Irun), et cette nouvelle gare, baptisée Biarritz-Ville, située sur le plateau de Montloris. Cet embranchement emprunte un tunnel courbe d'une longueur de 495 m entre La Négresse et le lac Marion, et aboutit au niveau du bâtiment voyageurs. Certains journalistes la qualifient alors de « plus belle et plus élégante des gares françaises », conçue pour convenir aux personnalités fréquentant alors la station balnéaire de Biarritz, « séjour préféré des souverains »[réf. nécessaire]. 
Desservie par quelques trains directs, comme le Sud-Express ou le Côte basque, la gare de Biarritz-Ville est toutefois essentiellement visitée par des voitures directes détachées ou rattachées au train en provenance ou à destination d'Hendaye, et par des navettes, souvent exploitées à l'aide de matériel ancien. L'activité de trains auto-couchettes y est importante durant les années 60. Toutefois, l'insistance de la municipalité qui convoite les terrains de la gare, associé à la vétusté grandissante des installations de Biarritz-Ville, conduisent au report du chantier auto-couchettes à la gare de La Négresse et à la fermeture totale de l'antenne le 14 septembre 1980.

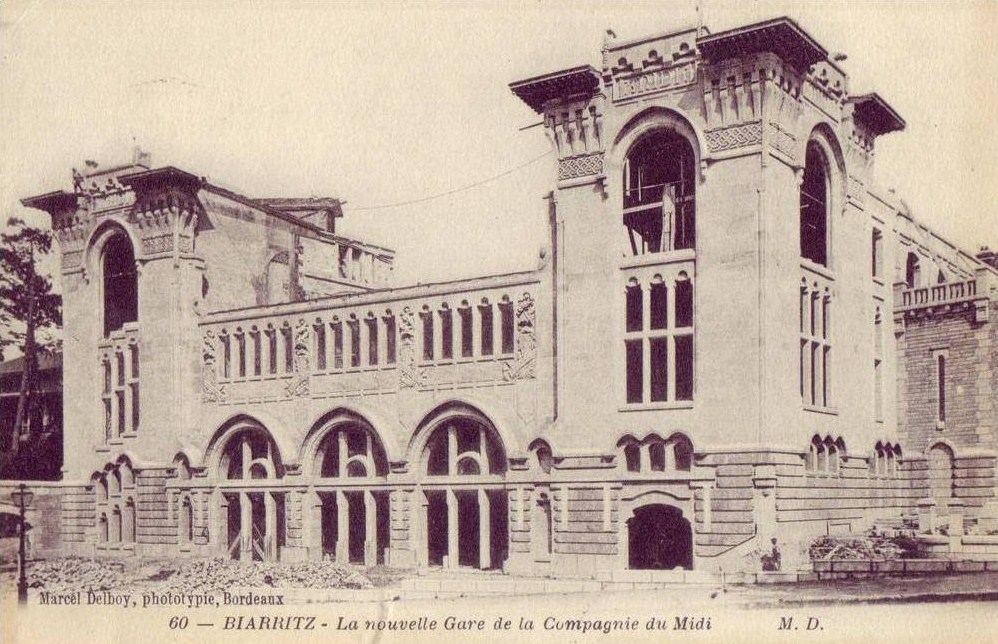
La gare en construction.
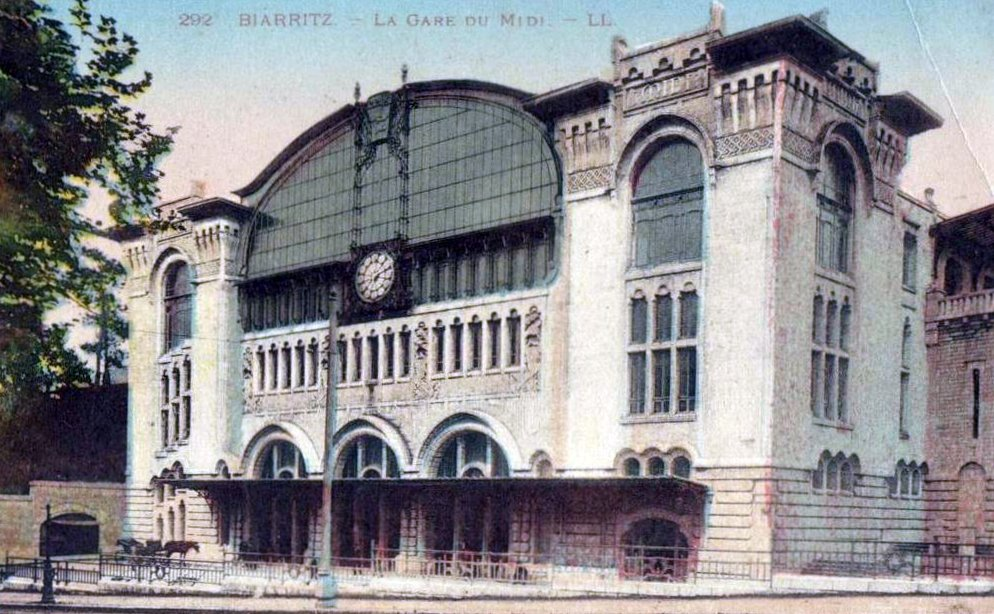
La gare dans les années 1910.

## Patrimoine ferroviaire
Aujourd'hui restauré, le bâtiment-voyageurs de Biarritz-Ville fait désormais partie d'un ensemble immobilier destiné à la tenue de spectacles et congrès. Il abrite par ailleurs depuis 1998, le centre chorégraphique national de Biarritz dirigé par le chorégraphe Thierry Malandain. 

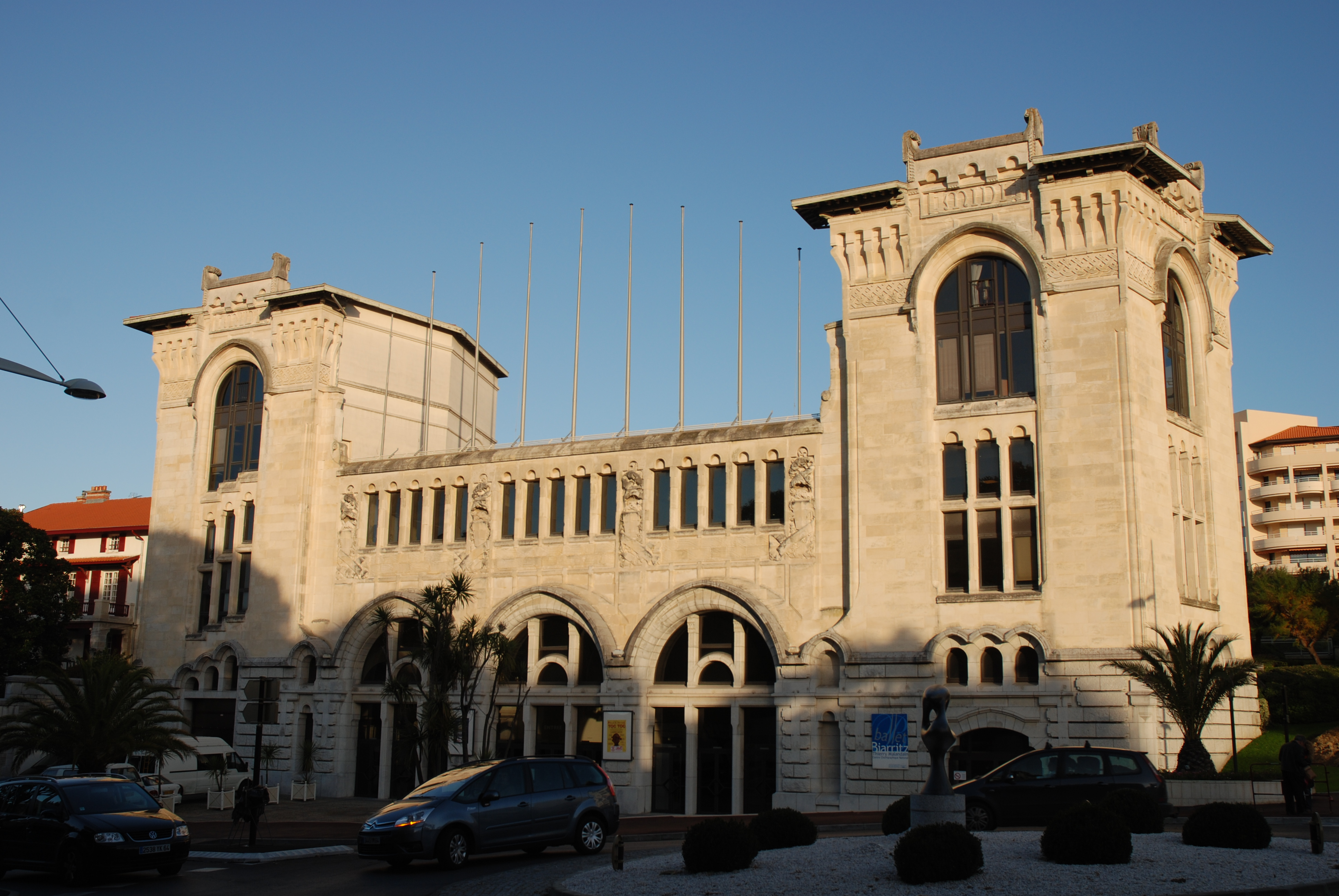
La façade principale en 2007.
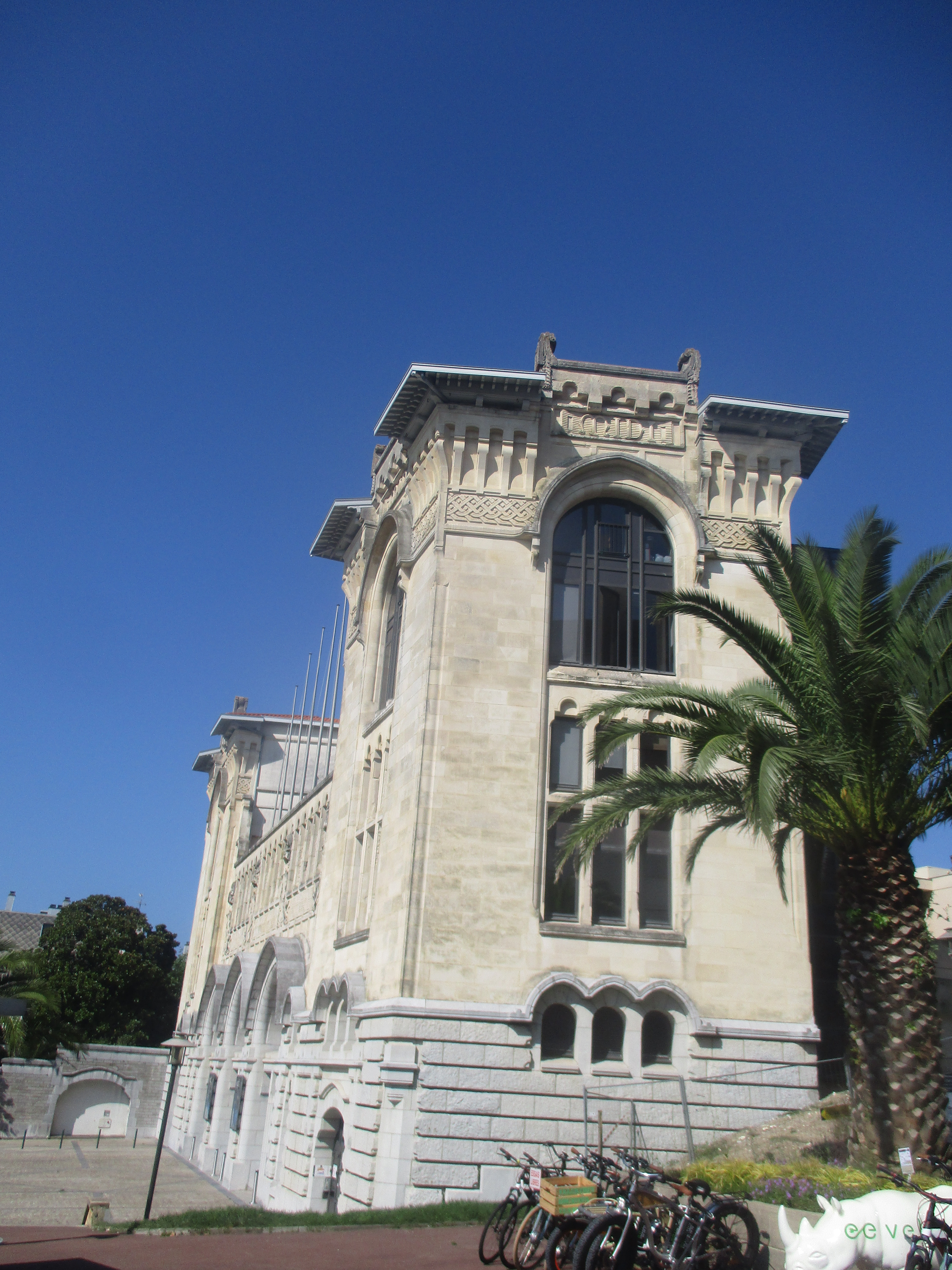
Le côté de la gare en 2018.